# Dekanat wileński miejski
Dekanat wileński miejski – jeden z pięciu dekanatów eparchii wileńskiej i litewskiej Rosyjskiego Kościoła Prawosławnego. 
Na terenie dekanatu znajduje się 10 parafii i dwa monastery: męski Świętego Ducha i żeński św. Marii Magdaleny, obydwa z siedzibą w Wilnie.

## Parafie na terenie dekanatu
- Parafia Zaśnięcia Matki Bożej w Wilnie (katedralna)
- Parafia Ikony Matki Bożej „Znak” w Wilnie
- Parafia Przeniesienia Relikwii św. Mikołaja w Wilnie
- Parafia św. Aleksandra Newskiego w Wilnie
- Parafia św. Eufrozyny Połockiej w Wilnie
- Parafia św. Katarzyny w Wilnie
- Parafia św. Michała Archistratega w Wilnie
- Parafia św. Paraskiewy w Wilnie[2]
- Parafia Świętych Konstantyna i Michała w Wilnie
- Parafia Świętych Piotra i Pawła w Wilnie